# Perisai diri
Perisai diri (door de beoefenaars vaak afgekort tot PD) is een krijgskunst of zelfverdediging gebaseerd op behendigheid en snelheid.
Perisai diri is een van de Pencak Silat krijgskunstorganisaties die lid is van de IPSI (Ikatan Pencak Silat Indonesia, vertaling: Pencak Silat Bond Indonesia), de moederorganisatie van alle formele krijgskunsten in Indonesië onder de KONI (Komite Olahraga Nasional Indonesia, vertaling: Nationaal Sportcomité Indonesië). Perisai diri is een van de top tien hogescholen der krijgskunst aan wie de titel Historisch Onderwijs is toegekend, omdat deze school van oudsher is gevormd en een grote rol heeft gespeeld in de geschiedenis en ontwikkeling van IPSI.
Perisai diri is officieel opgericht op 2 juli 1955 in Soerabaja, Oost-Java. De oprichter was wijlen RM Soebandiman Dirdjoatmodjo, zoon van een edelman aan het hof van het vorstendom Paku Alaman. Voorafgaand aan de officiële oprichting van perisai diri volgde hij, op verzoek van zijn oom Ki Hadjar Dewantoro, opleiding in de krijgskunsten aan de Perguruan Taman Siswa.
R.M. Soebandiman Dirdjoatmodjo baseerde de vecht- en verdedigingsbewegingen op eigenschappen van zowel mens als dier. Uitgangspunt is de reactie op de beweging van de aanvaller om een harde, rechtstreekse confrontatie met de aanvaller te voorkomen. De effectiviteit van perisai diri is niet afhankelijk van lichaamskracht, maar veeleer een samenspel van lichaam en geest. Zo kan een sterke kracht worden ontwikkeld die niet is verbonden is aan de lichaamskracht.
De technieken in perisai diri bevatten 156 krijgskunstelementen uit verschillende regio's in Indonesië in combinatie met de elementen van Shaolin (Siauw Liem Sie) uit China. Beoefenaars leren krijgskunsttechnieken die effectief en efficiënt zijn, zowel met lege hand als met wapens. 
Een praktische manier van het beoefenen van perisai diri is Serang/Hindar (Aanval/Ontwijking), waarbij het motto "Slim vechten zonder blessures" is. Tijdens trainingen worden de reflexen geoefend om zo effectief en efficiënt mogelijk om te gaan met je krachtverbruik. Bij deze methode leert de leerling houdingen, snelle verplaatsingen en anatomische wapens te gebruiken. Bij het ontwijken of verdedigen van de aanval wordt dan de rug van de tegenstander opgezocht waardoor de aanvaller 'op slot' wordt gezet.
Gevorderden kunnen zich bekwamen in gewapende technieken en in meditatie- en ademhalingstechnieken om de innerlijke kracht te optimaliseren.
Deze krijgskunst is naast in Indonesië, met name populair in Australië, Duitsland, het Verenigd Koninkrijk, Zwitserland, Japan, de VS en Nederland.

## Ontstaan van perisai diri
De oprichter van Keluarga Silat Nasional Indonesia PERISAI DIRI is Raden Mas Soebandiman Dirdjoatmodjo, binnen de vereniging ook bekend als Pak De of Pak Dirdjo.
R.M. Soebandiman Dirdjoatmodjo werd geboren in Yogyakarta op 8 januari 1913 in het Paku Alaman-paleis. Hij was de eerste zoon van R.M. Pakoe Soedirdjo, een edelman aan het hof van het vorstendom Paku Alam en familie van Paku Alam II. Al op zeer jonge leeftijd had hij een grote interesse voor de krijgskust. Van tijd tot tijd kwamen een Pencak Silat experts uit Solo naar het paleis om de jonge mannen te onderwijzen. Maar omdat hij nog te jong was, werd het Soebandiman niet toegestaan om deel te nemen aan de lessen. Ondanks zijn jonge leeftijd, had Soebandiman de wens om Pencak Silat te leren en bespioneerde hij elke leste. Later, toen hij 9 jaar oud was, zou hij het paleis uit sluipen om in het dorp kinderen van zijn leeftijd te verzamelen en de lessen, die hij net had gezien, na te bootsen. Zo was Soebandiman, op de leeftijd van 9 jaar, al uitgegroeid tot een 'kleine leraar'. 
Deze 'lessen' werden voortgezet, maar resulteerden in een groeiend gevoel van frustratie over de beperkingen die hem werden opgelegd door zijn familie. Om zijn kennis van Silat te vergroten besloot hij, na zijn studie aan de HIK (Hollands Inlandsche Kweekschool, soms ook Hollandsche Indische Kweekschool genoemd), in 1930 om op 16-jarige leeftijd om het paleis en Yogyakarta te voet te verlaten en zonder enige middelen rond te trekken. 
Zijn reis leidde hem naar de regio van Jombang, Oost-Java. Daar studeerde hij Silat aan KH Hasan Basri, terwijl hij religieuze en andere kennis op deed op de beroemde kostschool Pondok Pesantren Tebuireng. Naast zijn Silat studie werkte hij ook bij de Pabrik Gula Peterongan (Suikerfabriek Peterongan) om zijn levensdoel te financieren. Toen hij tevreden was met zijn studies in Jombang, vertrok hij en ging naar Solo. Geheel zelfstandig leerde hij Silat op Sayid Sahab. Ook leerde hij hier Kanuragan van zijn grootvader, Ki Jogosurasmo.
Na zijn studies in Solo, verhuisde hij naar de stad Semarang in een poging om zijn verdere verlangen naar kennis van Pencak Silat te realiseren. Hier leerde hij van Soegito de Silatstijl Setia Saudara. Toen hij merkte dat hij niet veel meer kon leren in Semarang, leidde zijn drang om begrip en vaardigheden te verbeteren hem naar Pondok Randu Guntung, nabij Semarang. De groeiende nieuwsgierigheid naar de krijgskunst zorgde ervoor dat Pak Dirdjo nog steeds niet tevreden was met wat hij had geleerd, en verhuisde hij naar Kuningan in Cirebon, om een andere leraar te zoeken. 
Een stalen wil, de energie van een 'banteng' stier, en een enorme nieuwsgierigheid naar de wereld om hem heen in combinatie met het gevoel om zijn leven te wijden aan het bestuderen van de kunst van het Pencak Silat, motiveerden Soebandiman om zijn reis voort te zetten in de afgelegen regio's van West-Java. Hier gaat hij op zoek naar leraren om zijn dorst naar deze kennis te bevredigen en leerde hij meer Kanuragan en studeerde hij onder andere ook de Silat stijlen Minangkabau en Atjeh.
In dit stadium had Soebandiman al de krijgskunsten van twaalf Silat deskundigen of Pendekar bestudeerd, maar toch vond hij dat ondanks alle kennis die hij had verworven er nog zaken ontbraken. Het was in deze tijd van wanhoop, dat de jonge Soebandiman naar de streek Banyumas reisde. Hier werkte Soebandiman aan het samenvoegen van de verschillende stromen van Pencak Silat die hij tot nu toe had bestudeerd tot een gelijkvormig geheel. Hij was vastberaden om de technieken die hij had geleerd te combineren en aan te passen, om hiervan een niet vervelende manier te maken om deze te leren. De leraar in hem bewoog hem om het leren van deze technieken zodanig aan te passen dat het minder voelt als nieuwe kennis. 

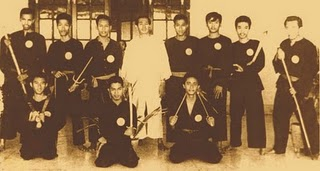
Eerste generatie perisai diri

Uit de verschillende stromen van Pencak Silat, trachtte Soebandiman de essentie van effectieve krijgskunst technieken te identificeren, en ze te combineren in een meer praktische vorm. Hij had echter nog steeds het gevoel dat er tekortkomingen waren in het vermogen van de traditionele krijgskunst, met name op gebied van snelheid, efficiëntie en eenvoud van de bewegingen.
Hij is er zeker van dat, wanneer alles op een goede manier en met goed vertrouwen wordt gedaan, God hem zal leiden tot het bereiken van zijn idealen. Hij begint een eigen stijl op basis van zijn opgedane kennis. Pak Dirdjo vestigt zich in Parakan, Banyumas, en opent in 1936 een Silat school met de naam Eko Kalbu, dat Eén Hart betekent.
Kort na het openen van zijn school, realiseerde Soebandiman dat er nog een andere leraar was waarvan hij veel kon leren, een leraar die hem uiteindelijk heel erg zou beïnvloeden in zijn zoektocht naar kennis over de krijgskunst. Tijdens het geven van zijn lessen ontmoet hij Yap Kie San, een gerespecteerde Siauw Liem Sie-strijder (Shaolin). Yap Kie San is een van de discipelen van Louw Djing Tie, kleinzoon van Hoo Tik Tjay. Volgens historische gegevens, is Louw Djing Tie een legendarische zwaardvechter in de krijgskunstwereld, zowel in China als in Indonesië, en een van de belangrijkste karakters die de Chinese Kung Fu krijgskunst naar Indonesië heeft gebracht. In de wereld van de krijgskunst, werd Tie Djing Louw De Gouden Adelaar (Si Garuda Emas) uit Siauw Liem Pay genoemd. Momenteel hebben leerlingen en opvolgers van Tie Louw Djing in Indonesië de Kungfu Garuda Emas (Gouden Adelaar) opgericht.
Pak Dirdjo leerde ongeveer 14 jaar Kung Fu van Yap Kie San en was een van zijn beste studenten. Pak Dirdjo werd niet als een gewone leerling aangenomen, maar meer op basis van vriendschap. Yap Kie San had zes leerlingen, waarvan er slechts twee niet-Chinees waren. Dit waren Pak Dirdjo en R. Brotosoetarjo, die later silat BIMA (Budaya Indonesia Mataram) oprichtte. Toen hij klaar was met het leren van Yap Kie San ontving hij een scherp zwaard als symbool van hun spirituele relatie.
Met alle Silat-kennis die hij al had opgedaan, gecombineerd met de Siauw Liem Sie-kennis die hij van Yap Kie San had geleerd, ging Pak Dirdjo verder met het vormgeven van zijn krijgskunst. Na het rondtrekken besloot Pak Dirdjo terug te keren naar Yogyakarta. Ki Hadjar Dewantoro (hoofdonderwijzer) is dan nog steeds onder de indruk van Pak Dirdjo en vroeg hem om krijgskunst/Silat les te geven op Perguruan Taman Siswa in Wirogunan. Tijdens het drukke leven van lesgeven op Taman Siswa, neemt Pak Dirdjo tevens een baan als magazijnmeester in de Pabrik Gula Plered (Plered Suikerfabriek).

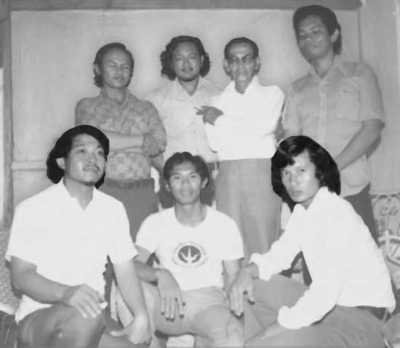
Pak Dirdjo en UGM-studenten

In 1947 wordt Pak Dirdjo in Yogyakarta benoemd tot medewerker van het ministerie van Onderwijs en Cultuur, afdeling Pencak Silat, onder leiding van Mochammad Djoemali. Hier krijgt Pak Dirdjo de opdracht om Silat-opleidingen te ontwikkelen voor de gehele bevolking. Hij werd ook gevraagd om les te geven in de Himpunan Siswa Budaya (Culturele Studenten Vereniging), een eenheid van studentenactiviteiten UGM (Universitas Gadjah Mada). Op het ministerie werden ook Silat lessen gegeven. Een deel van de studenten uit die tijd zijn Ir Dalmono (die later woonachtig in Rusland was), prof. dr. Suyono Hadi (docent aan de Universitas Padjadjaran Bandung) en Bambang Mujiono Probokusumo die binnen pencak silat beter bekendstaat als Mas Wuk.
In 1954 wordt Pak Dirdjo toegewezen aan het Provinciaal Cultuurcentrum in Oost-Java, Pencak Silat-zaken. Zijn studenten in Yogyakarta, van zowel binnen als buiten de UMG, vormen gezamenlijk de HPPSI (Himpunan Penggemar Pencak Silat Indonesia; Vereniging van Pencak Silat Liefhebbers Indonesia) onder leiding van Ir Dalmono.
In 1955 verhuist deze dienst naar de stad Soerabaja. Met dezelfde taak, namelijk het ontwikkelen en verspreiden van de Silat cultuur in Indonesië, opent Pak Dirdjo lessen in het Bureau van Provinciaal Cultuurcentrum Oost-Java, Soerabaja. 
Bijgestaan door Imam Romelan wordt op 2 juli 1955 de stijl perisai diri opgericht.
De leerlingen in Yogyakarta passen hun repertoire aan naar perisai diri. Daarnaast zijn er nog de leerlingen van Eko Kalbu, die na de oprichting nog steeds in contact zijn met Pak Dirdjo. Deze zijn verspreid over de gebieden Banyumas, Purworejo en Yogyakarta. 
Deze scholen blijven niet op zichzelf bestaan maar voegen zich samen met perisai diri, net als de HPPSI in Yogyakarta. Deze samenvoeging werd vergemakkelijkt doordat men les kreeg van een en dezelfde leraar.
Met de opgedane kennis en ervaring tijdens zijn reizen en uit de krijgskunst van Siauw Liem Sie bewerkte hij de bewegingen om ervoor te zorgen dat deze passen bij de mogelijkheden van de menselijke anatomie, met als doel ervoor te zorgen dat er geen enkele anatomisch onverantwoorde beweging is. Alles werkt natuurlijk en is wetenschappelijk te bewijzen. Onder het motto "Slim vechten zonder blessures", werd perisai diri toegankelijk gemaakt voor alle lagen van de bevolking.

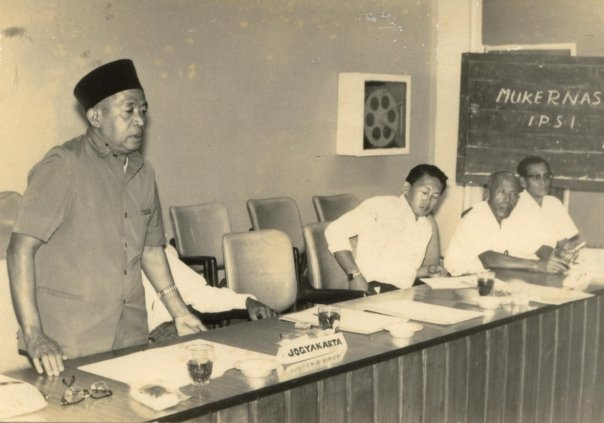
Oprichting van de IPSI

In 1969 wordt Dr Suparjono, SH, MSI (voormalig voorzitter van de raad van Pendekar) staflid van de raad PB PON VII in Soerabaja. Met de inspiratie van AD/ART (statuten en reglementen van vereniging) van de KONI-organisaties in de bestaande centra, die bestond uit Dr Suparjono samen met Bambang Mujiono Probokusumo, Totok Sumantoro, Mondo Satrio en de leden van de Pendekar Raad, richtten ze in 1970 namens de AD/ART de organisatie PERISAI DIRI op, waarvan de volledige, goedgekeurde naam Keluarga Silat Nasional Indonesia PERISAI DIRI is, afgekort Kelatnas Indonesia PERISAI DIRI.
Ook werd er gediscussieerd over het standaardiseren van de perisai diri pakken naar witte pakken, voorheen werden zowel zwarte als witte pakken gedragen, en de manier waarop de verschillende gradaties worden aangegeven. Deze zijn tot op heden niet verder meer aangepast. Tevens werd hier het embleem ontworpen door Suparjono, Both Sudargo en Bambang Priyokuncoro, waarna deze door Pak Dirdjo werd aangepast en aangevuld.
In 1970 gaat Pak Dirdjo met pensioen en behoudt de post van IPSI-adviseur Oost-Java en 'Sesepuh Pengurus Besar IPSI' (Raad van Oudsten) in Jakarta.
In de ochtend van 9 mei 1983 overlijdt RM Soebandiman Dirdjoatmodjo. De verantwoordelijkheid voor de voortzetting van perisai diri verplaatste zich hiermee naar de leerlingen die dan verspreid zijn over het land en een aantal landen in Europa, Amerika en Australië.
Onder leiding van de Nanang Soemindarto als voorzitter van het centraal bestuur, heeft Kelatnas Indonesia PERISAI DIRI vestigingen in de meeste provincies in Indonesië en met commissariaten in minimaal tien andere landen, waaronder Nederland.
In 1986 verleent de Indonesische regering Soebandiman Dirdjoatmodjo de titel Pendekar Purna Utama, de hoogste onderscheiding binnen de silatsport, als dank en waardering voor zijn inspanningen en bewezen diensten.